# レイチェル・ハード＝ウッド
レイチェル・ハード＝ウッド（Rachel Hurd-Wood、1990年8月17日 - ）は、イギリスの女優。

## プロフィール
ロンドン出身。父親のフィリップ・ハードウッドは俳優で、ヒュー・ローリーは叔父にあたる。2003年に『ピーター・パン』で映画デビュー。この作品には弟のパトリックも出演している。

## 主な出演作品
- ピーター・パン Peter Pan (2003)　－　ウェンディ・モイラー・アンジェラ・ダーリング
- アメリカン・ホーンティング An American Haunting (2005)
- パフューム ある人殺しの物語 Perfume: The Story of a Murderer (2006)
- ソロモン・ケーン Solomon Kane (2008)
- ドリアン・グレイ Dorian Gray (2009)
- トゥモロー　僕たちの国が侵略されたら Tomorrow, When the War Began (2010)